# Dirranbandi Airport
Dirranbandi Airport är en flygplats i Australien. Den ligger i kommunen Balonne Shire och delstaten Queensland, omkring 490 kilometer väster om delstatshuvudstaden Brisbane.
Trakten runt Dirranbandi Airport är nära nog obefolkad, med mindre än två invånare per kvadratkilometer.. Närmaste större samhälle är Dirranbandi, nära Dirranbandi Airport.
Omgivningarna runt Dirranbandi Airport är i huvudsak ett öppet busklandskap. Genomsnittlig årsnederbörd är 424 millimeter. Den regnigaste månaden är februari, med i genomsnitt 87 mm nederbörd, och den torraste är oktober, med 5 mm nederbörd.